# Magelona equilamellae
Magelona equilamellae é uma espécie de anelídeo pertencente à família Magelonidae.
A autoridade científica da espécie é Harmelin, tendo sido descrita no ano de 1964.
Trata-se de uma espécie presente no território português, incluindo a sua zona económica exclusiva.